# Balikumbat
Balikumbat est une commune (Balikumbat Council) du Cameroun située dans la région du Nord-Ouest et le département du Ngo-Ketunjia. C'est aussi le siège d'une chefferie traditionnelle de 2e degré.

## Géographie
Le lac de retenue de Bamendjing créé en 1974, baigne l'extrémité sud-est du territoire communal.
| Tubah     | Ndop       |      |
| Bamenda I | Balikumbat | Ndop |
| Santa     | Galim      |      |

## Population
Lors du recensement de 2005, la commune comptait 68 537 habitants, dont 10 163 pour Balikumbat Town.

## Structure administrative de la commune
Outre la localité de Balikumbat proprement dite, la commune comprend les villages suivants  :
- Bafanji
- Baligansin
- Baligashu
- Bamunkumbit